# Вальтери, Бекир
Бекир Вальтери (алб. Beqir Valteri; 1892, Виньол — 14 апреля 1945, Тирана) — албанский политический активист республиканского и фашистского движений. В 1920-х сторонник Фана Ноли. Совершил неудачное покушение на Ахмета Зогу. В 1940-х член Албанской фашистской партии, основатель националистической партии «Отечество», проитальянский коллаборационист. После прихода к власти коммунистов предан Специальному суду, приговорён к смертной казни и расстрелян.

## Происхождение и взгляды
Родился в семье немецкого происхождения (считается, что его предок был приглашён Скандербегом как специалист по изготовлению оружия). Образование получил в Италии. Был сторонником независимости Албании и республиканского движения Фана Ноли. Являлся депутатом первого албанского парламента в 1920—1923.

## Покушение на Зогу
23 февраля 1924 Бекир Вальтери пытался убить премьер-министра Ахмета Зогу, лидера консервативных сил, впоследствии короля Албании. На входе в здание парламента Вальтери произвёл три пистолетных выстрела, все три пули попали в цель, но ни одно ранение не оказалось смертельным. Вальтери забаррикадировался в одном из помещений и вступил в перестрелку с жандармами, распевая патриотические песни, пока депутаты не убедили его сдаться. Спустя короткое время он был освобождён (в заключении с ним встретился Зогу).
История с покушением Вальтери на Зогу изобилует неясностями. В ряде источников покушавшийся назван юношей 16-18 лет, тогда как Бекиру Вальтери к тому времени было больше 30. Много вопросов вызывало быстрое освобождение политического противника, совершившего теракт (такой образ действий не был характерен для Зогу). Остаётся невыясненным, существовала ли связь между действиями Бекира Вальтери и антизогистского лидера Авни Рустеми, который был убит в результате заговора консервативных сторонников Зогу два месяца спустя.

## Фашист-коллаборационист
Бекир Вальтери перебрался в Италию, где проникся идеями фашизма. Вернулся в Албанию во время итальянской оккупации. Состоял в Албанской фашистской партии, служил в коллаборационистской армии.
В 1944, когда итальянская оккупация сменилась немецкой, Бекир Вальтери основал националистическую великоалбанскую партию «Отечество». Являлся депутатом коллаборационистского парламента. Был непримиримым противником албанских коммунистов.
Писательница и социал-демократическая активистка Мусина Кокалари отмечала в своих воспоминаниях, что именно при немецкой оккупации и нараставшем хаосе наступил своего рода «звёздный час» для Бекира Вальтери и подобных ему политиков. Вальтери жил в Тиране, вёл разгульный образ жизни в духе криминального авторитета.

## Суд и казнь
После прихода коммунистов к власти в ноябре 1944 года Бекир Вальтери был арестован. В марте 1945 в составе большой группы антикоммунистических политиков он предстал перед Специальным судом.
Защитник Бекира Вальтери акцентировал его повышенную эмоциональность. Однако именно это качество рассматривалось судом как представляющее особую опасность. 13 апреля 1945 года Вальтери был приговорён к смертной казни и на следующий день расстрелян.